# Pjotr Iwanowitsch Kafarow

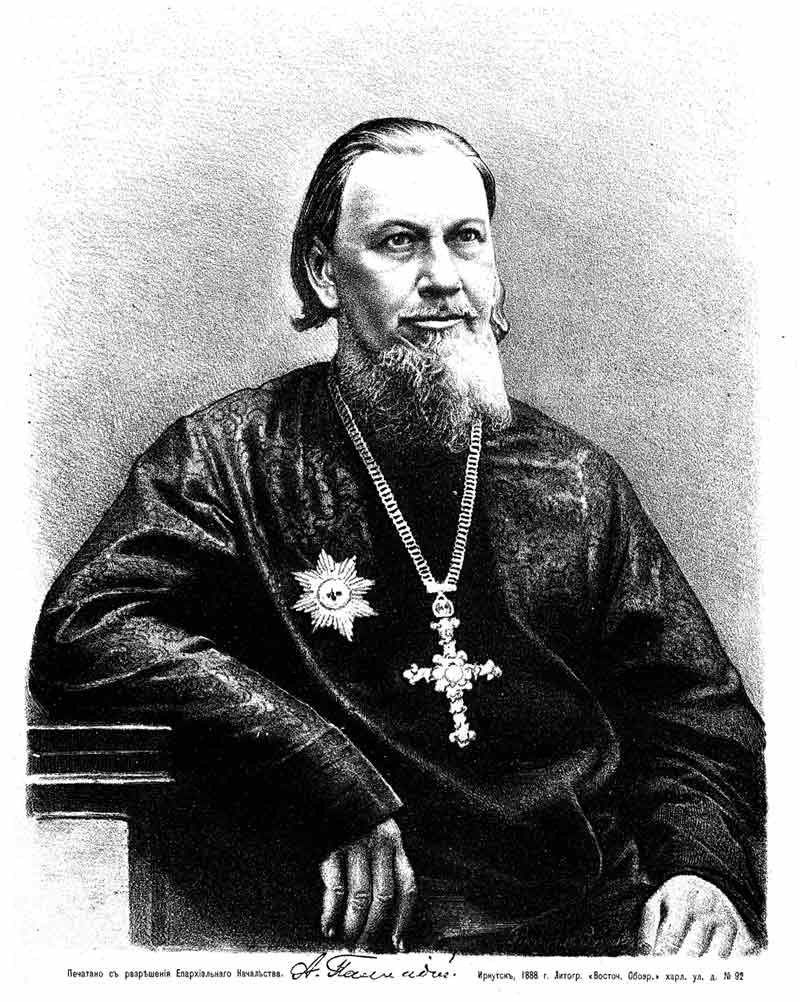

Pjotr Iwanowitsch Kafarow (russisch Пётр Иванович Кафаров, wiss. Transliteration Pëtr Ivanovič Kafarov; * 17. Septemberjul. / 29. September 1817greg. in Tschistopol; † 6. Dezemberjul. / 18. Dezember 1878greg. in Marseille), auch bekannt unter seinem Ordensnamen Palladius (Палладий), war ein russischer Archimandrit und Sinologe.
Die Transkription, die er für das Chinesische entwickelte (Palladius-Transkription), wird bis heute in Russland verwendet.

## Leben
Kafarow war der Sohn eines orthodoxen Geistlichen und besuchte das Kasaner Seminar. Im ersten Jahr an der Sankt Petersburger Geistlichen Akademie legte er sein Mönchsgelübde ab und begleitete den Archimandriten Polikarp Tugarinow auf die 12. russische geistliche Mission in das Kaiserreich China im Jahr 1840. Er blieb sieben Jahre in Peking und studierte die chinesische Sprache und Literatur. 1847 kehrte er nach Sankt Petersburg zurück, um die 13. Missionsreise (1850 bis 1858) vorzubereiten, indem er seine Mitbrüder unterrichtete. Diese Reise fand bereits unter seiner Leitung statt.
Ab 1859 war Kafarow Kirchenvorsteher der russischen Botschaftskirche in Rom.
Auf der 15. Missionsreise (1864 bis 1878), die ebenfalls unter Führung von Kafarow stand, wurde zusätzlich zur geistlichen Arbeit eine geographische und ethnologische Expedition zum Ussuri-Fluss (1870/71) unternommen. Auf der Rückreise von dieser Mission starb der Mönch 1878.

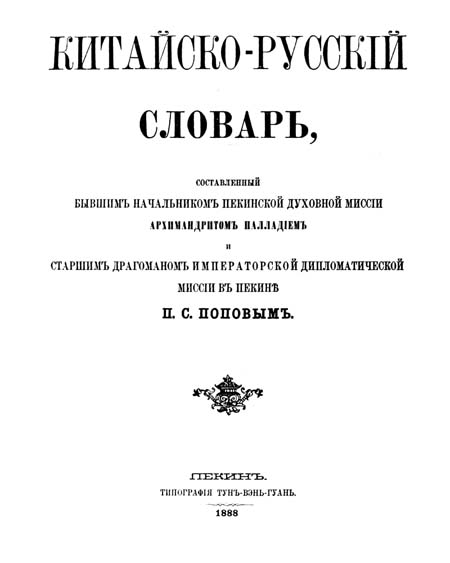
Китайско-русский словарь

Über Jahrzehnte arbeitete Kafarow an einem chinesisch-russischen Wörterbuch. Nach seinem Tode wurde die Arbeit von dem russischen Diplomaten P. S. Popow fortgesetzt und abgeschlossen.

## Arbeiten
- Lebensbeschreibung Buddhas (Жизнеописание Будды, in Arbeit der Pekinger Geistlichen Mission, Band 1 (Труды пекинской духовной миссии, том I))
- Historischer Abriss des alten Buddhismus (Исторический очерк древнего буддизма, ebd., Band 2)
- Alte mongolische Legenden über Dschingis Khan (Старинное монгольское сказание о Чингисхане, ebd., Band 4)
- Die Reisen des taoistischen Mönchs Changchun in den Westen (Путешествие даосского монаха Чан-чуня на Запад, ebd.)
- Arbeiten der Kaiserlich Russischen Gesandtschaft zu Peking über China, sein Volk, seine Religion, seine Institutionen, seine socialen Verhältnisse etc. Aus dem Russischen nach dem in St. Petersburg 1852–1857 veröffentlichten Original von Dr. Carl Abel und F. A. Mecklenburg. F. Heinicke, Berlin 1858.
  - Digitalisat Erster Band
  - Digitalisat Zweiter Band
- Zwei Wochen in einem chinesischen Götzentempel (Две недели в китайской кумирне), in Zeitgenosse (Современник, 1863)
- Über Muslime in China (О Магометанах в Китае), 1866 (online)
- Alte chinesische Legenden über Dschingis Khan (Старинное китайское сказание о Чингисхане, in: Östliche Sammlung) (Восточный сборник, 1877)
- Alte Spuren des Christentums in China (Старинные следы христианства в Китае, ebd.)
- Elucidations of the Marco Polo's Travels in North-China (Journal of the North-China Branch of the R. As. Soc., vol. X, 1876); "
- Historischer Abriss der Region Ussuri (Исторический очерк Уссурийского края 1879)

### Hauptwerk
- Chinesisch-Russisches Wörterbuch, fertiggestellt von P. S. Popow, Peking 1889

| Personendaten    | Personendaten |
| ---------------- | --- |
| NAME             | Kafarow, Pjotr Iwanowitsch |
| ALTERNATIVNAMEN  | Кафаров, Пётр Иванович (russisch); Kafarov, Pëtr Ivanovič (wissenschaftliche Transliteration); Palladius (Ordensname); Палладий (Ordensname, russisch) |
| KURZBESCHREIBUNG | russischer Mönch und Sinologe |
| GEBURTSDATUM     | 29. September 1817 |
| GEBURTSORT       | Tschistopol |
| STERBEDATUM      | 18. Dezember 1878 |
| STERBEORT        | Marseille |